# Theodor Herwig
Johann Christian Theodor Herwig (* 21. Januar 1768 in Rhoden; † 2. Mai 1827 in Meineringhausen) war ein deutscher Pfarrer und Politiker.

## Familie
Herwig war der Sohn des Diaconus und Rektors in Rhoden Philipp Justus Herwig (* 7. Januar 1733 in Nieder-Wildungen; † 21. März 1772 in Massenhausen) und dessen Ehefrau Luise Anna geborene Becker (* 27. Juni 1740 in Goddelsheim; † 19. März 1790 in Viermünden). Der Vater starb früh und die Mutter heiratete daher in zweiter Ehe Johann Breitstadt. Der Stiefvater war 1755–1763 Pfarrer in Rengershausen und 1764–1794 Pfarrer in Viermünden.
Er war evangelisch und heiratete am 25. Oktober 1795 in Herbram bei Paderborn Amalie Louise Wilhelmine Kleinschmit (* 26. Oktober 1769 in Landau; † 19. April 1827 in Meineringhausen), die Tochter des Amtmanns und Hofrats Wilhelm Ernst Friedrich Kleinschmit und der Christiane Wilhelmine Sophie Scipio. Aus der Ehe ging der gemeinsame Sohn Carl Herwig (* 13. Juli 1802 in Meineringhausen; † 22. Juni 1863 in Pyrmont) hervor der von 1850 bis 1859 Kreisrat des Kreises Pyrmont war. Ein weiterer Sohn war Friedrich Herwig (1809–1847), der Rat bei der Landschaftlichen Kammer wurde. Dessen Sohn Walther Herwig wurde als Doyen der deutschen Hochseefischerei und Förderer der deutschen Fischereiforschung.

## Leben
Herwig besuchte bis 1785 (Tertia) das Landesgymnasium Korbach und studierte von 1785 bis 1788 der Universität Rinteln Theologie. Danach war er ein Jahr in Viermünden Gehilfe seines Stiefvaters Johann Breitstadt, bevor er von 1790 bis 1792 als Privatlehrer bei Kaufmann Johann Wilhelm Busold in Herbram bei Paderborn tätig war.
Von 1793 bis 1795 war er „Capellan“ (Diaconus) in Landau und versah gleichzeitig auch den Dienst in Braunsen. Seine Hauptwirkungszeit war von 1793 bis zu seinem Tod 1827 die Tätigkeit als Pfarrer in Meineringhausen. Daneben war er praktischer Landwirt und Obstzüchter und führte unter anderem den Kleeanbau und die Felddüngung mit Kalk ein. Vom 3. März 1817 bis zum 2. Mai 1827 war er Mitglied des Landstandes des Fürstentums Waldeck. Er wurde für den Bauernstand im Oberjustizamt der Werbe gewählt.